# Johann IV. (Habsburg-Laufenburg)

Wappen derer von Laufenburg

Johann IV. von Habsburg-Laufenburg (auch Graf Hans, in der Überlieferung der Salpeterer Der gute Graf Hänsli aufgrund der ihm zugedachten vermeintlich verbürgten uralten Freiheiten und Rechte an die Freibauern auf dem Hotzenwald; * um 1360 vermutlich in Laufenburg; † 18. Mai 1408 war der letzte Graf des Hauses Habsburg-Laufenburg, Landgraf im Klettgau, Herr zu Laufenburg und Kloster Rheinau, Herr zu Krenkingen bis 1398, ab 1392 auch zu Rotenberg. Im Dienste Österreichs war Johann IV. Landvogt im Thurgau, im Aargau und der Herrschaft Schwarzwald.

## Vorgeschichte
„Im Jahre 1232 teilte sich das Grafenhaus der Habsburger in zwei Linien, die albertinische, später herzoglich-österreichische und zu Macht und Ansehen aufsteigende und die weniger erfolgreiche, die rudolfinische oder Laufenburger Linie.“ Die unterschiedliche Entwicklung wurde durch den späteren König Rudolf I. von der albertinischen Linie eingeleitet, „dem es gelang, sich und seinen Nachkommen eine dominierende neue Basis im Südosten und an der Spitze des Reiches zu sichern.“ Im Rahmen seiner Neuorganisation des Reiches nach dem Interregnum übertrug er „durch ein Empfinden der Familieneinheit bestimmt“, an einen Vertreter der Nebenlinie der Grafen von Habsburg-Laufenburg, die Landgrafenfunktion in der Landgrafschaft Klettgau und die Klostervogtei über das Rheininselkloster Rheinau 1288.
Die Hauptinteressen der Familie lagen jedoch in Territorien der Schweiz, die sich letztlich nicht vorteilhaft entwickelten. Vier Generationen nahmen die Funktionen im Klettgau und Rheinau als „eine mehr oder weniger wichtige Nebenaufgabe“ wahr: Graf Rudolf III. (1288–1315), Johann I. (1315–1337), Rudolf IV. (1337–1383) und zuletzt Johann IV.

„Bis zu Graf Johann IV., meist nur (im Volksmund) Graf Hans genannt, war der einst bedeutende Besitz an Land und Herrschaftsrechten neben geringem Streubesitz hauptsächlich auf die Stammherrschaft Laufenburg, die Landgrafschaft im Klettgau mit der Herrschaft Balm als Eigentum der Laufenburger und der Herrschaft Krenkingen als österreichischer Pfandschaft seit 1359 […] zusammengeschmolzen.“

## Frühe Lebensphase
Johann IV. war der Sohn von Rudolf IV. (Habsburg-Laufenburg) († 1. Oktober 1383) und (⚭ 9. Februar 1354) Elisabeth (Verena Isabella) Gonzaga von Mantua (1348–1380).

## Kindheit
„Um 1360 geboren, wurde das Schicksal von Graf Johann IV. bereits ohne eigene Einflußmöglichkeit eine erste, unglückliche Richtung gegeben als sein Vater Rudolf IV. 1372 für ihn schon im Alter von ca. 12 Jahren einen Ehevertrag mit dem Freiherrn Ulrich VII. von Rappoltstein schloß, der später die beidseitigen Kinder, Graf Hans und die Rappoltsteinerin Herzlaude verbinden sollte. Dieser Heiratspakt schien für den jungen Grafen eine vorteilhafte Verbindung zu bringen, die dem Grafenhaus wieder zu etwas Vermögen und Reputation helfen würde.“
Hinweisen zufolge war die Braut zu diesem Zeitpunkt 10 Jahre alt. Eine wichtige Bedeutung hatte auch die Fortpflanzungsfähigkeit der beiden Partner und „aus der Rechtfertigung über die Auflösung des Ehevertrages durch den damaligen Vormund der Braut, Bruno von Rappoltstein wird bekannt, daß die beiden Verlobten ‚ein volles halbes Jahr‘ bereits zusammengelebt hatten: […] Der junge Habsburger habe sich nicht als Mann erwiesen, Johann sei nicht ‚verfengklich für frowen‘. […] Graf Rudolf strengte gegen die Rappoltsteiner Prozesse an, die aber beiden Parteien wenig mehr als Publizität und viele Kosten einbrachten.“ Beide Seiten gaben den Aufwand mit ‚me denne 10 000 gulden‘ an. Nach dem Tod des Vaters 1383 setzte Johann den Streit fort „und ließ erst 1396 die Händel ruhen.“
„Dieses Mißgeschick mit der verhinderten Heirat und den daraus resultierenden Vermögenskonsequenzen hatte zunächst die Auswirkung, daß eine erneute Eheverbindung für die erwünschte Erhaltung des nur noch auf Graf Hans ruhenden Grafengeschlechts bis etwa 1390 unterblieb.“ Und „nach den Gesichtspunkten optimaler hochadeliger Familienpolitik [… würde] das inzwischen erreichte niedrige Niveau seiner Existenzbasis“ kaum mehr eine Ehe mit einer standesgleichen Frau ermöglichen.

## Unternehmungen zur Vermögensstabilisierung
Drei Jahre nach dem Tod des Vaters verkaufte Graf Johann das Stammgut der Familie: Burg, beide Städte Laufenburg mit drei Vogteien und von Dörfern, Leuten, Gütern – samt allem, was das Umland hergab, „gar und gänzlich mit allen Rechten […] um 12 000 Gulden an Herzog Leopold III. von Österreich seinem gnädigen Herrn. […] Die Kaufurkunde wurde ausgestellt zu Brugg im Aargau am 27. April 1386“; in einem 2 Tage später datierten Gegenbriefes Herzog Leopolds „die vereinbarten Zahlungstermine genannt.“
Der Herzog belehnte den Grafen Hans und mögliche männliche Nachkommen jedoch gleichzeitig „mit dem Verkaufsobjekt Burg, Stadt und Herrschaft Laufenburg mit einem rechten Mannlehen“ und garantierte auch im Falle des Erlöschen des Mannesstammes möglichen Töchtern eine geregelte Versorgung. „Das bedeutet, Graf Johann und seine Familie konnten sich weiterhin der veräußerten Burg, Stadt und Herrschaft bedienen“. Den Verlusten an Besitz stehen nur wenige und unbedeutende Erwerbungen gegenüber, wie die Erbschaft der Sundgauer Herrschaft Rotenberg. Bekannt ist ein 1390 von Graf Hans vergebenes Lehensobjekt „Prechtal im mittleren Schwarzwald“. Nachweisbar sind auch „Lehensvergaben der linksrheinischen Burgen Rheinsfeld, Kienberg und Wartenberg bei Basel, während von den nachgewiesermaßen rechtsrheinischen Burgen der Laufenburger, wie Neu-Krenkingen und Balm keine solchen Belehnungen bekannt sind, obwohl solche gewiß ebenfalls stattgefunden haben, denn beide Burgen waren nicht von den Grafen selbst genutzt.“

## Im Dienst Österreichs
„Seit 1387 läßt sich der jüngere Graf Hans IV. als Landvogt in 4 Urkunden nachweisen. Im Gegensatz zu seinem Vater Graf Rudolf IV., der noch 1374–76 für die gesamten vorderösterreichischen Gebiete von Schwaben bis ins Elsaß zuständig war, hat Graf Hans […] nun nur noch den Mittelteil zu betreuen, während für Innerschwaben und Breisgau-Elsaß weitere Landvögte eingesetzt sind.“ In diesem Rahmen kann Johann noch ausstehende väterliche Forderungen an die „herzöglichen Vettern von Österreich“ in Höhe von 2400 Gulden einziehen; seine jährliche Besoldung als Landvogt beträgt 1200 Gulden. Diese erste Verpflichtung dauert bis spätestens 1396.

## Späte Eheschließung
„Einige Zeit vor 1393“ heirateten Graf Johann IV. und Agnes von Landenberg-Greifensee. „Die Witwe des Herrn von Wessenberg war nicht ebenbürtig, daher nicht standesgemäß, da Agnes genannt Neze, nur aus einem, wenn auch bedeutenden Ministerialengeschlecht stammte.“ Der Graf hatte diese Ehe offensichtlich nicht von einer Standeserhöhung abhängig gemacht – „sie war die Frau seiner Wahl“ – und zu diesem Zeitpunkt gab es „eine oder bereits schon beide Töchter Graf Johannes, Agnes und Ursula.“
Mit der in Prag ausgestellten Urkunde vom 14. Mai 1393 wurde diese Standeserhöhung von König Wenzeslaus ausgesprochen:

„1393 Mai 14. / Prag / König Wenzeslaus erhebt auf Bitte des Grafen Hans von Habsburg die Agnes Neze von Landenberg, welche dieser zu seiner ehelichen Hausfrau genommen, die aber nicht von Grafen – sondern von Dienstleutestamm geboren ist, in den Grafenstand.‘ Der vollständige Inhalt der Urkunde läßt jedoch auch erkennen, daß darin nicht nur die Gemahlin in den Grafenstand erhoben wurde, sondern auch die Nachkömmlinge von Graf Johann, die ‚er jezunt mit ir hat oder hernach gewinnet.‘“

## Weitere Dienste für das Haus Österreich
Wiederum als Vogt für Österreich im oben genannten gleichen Gebiet [‚zwischen Breisgau und Innerschwaben‘] tätig ist Graf Hans IV. von Habsburg von 1396 bis 1398. In der davor liegenden Periode und ebenso „von 1398 bis 1405 begegnet Graf Johann öfters als österreichischer Rat im Gremium der dem jeweiligen Landvogt zur Seite stehenden Berater.“
„1405 beginnt dann die dritte Periode des Grafen als österreichischer Landvogt im Aargau, Thurgau und im Schwarzwald gerade zur ersten Phase der Appenzellerkriege – die für Österreich und seine Gefolgsleute weniger erfolgreich war – in denen Graf Hans als Landvogt und militärischer Befehlshaber der im anvertrauten Lande auch mit zusätzlichen Aufgaben belastet wurde. Ende 1406 wird der Laufenburger Graf letztmals als Landvogt der Herrschaft Österreich urkundlich benannt.“ Sein Nachfolger im Amt wurde Hermann von Sulz.
Der Historiker Rolf Köhn sieht die Rolle der Grafen in der Zwiespältigkeit des Amtes als österreichische Landvögte in der einerseits gehobenen hochadeligen Position und den „vielfach begrenzten Kompetenzen“ andererseits. Aus diesem „Ungleichgewicht“ seien vielfach „potenzielle Konfliktherde“ entstanden. Kurt Hodapp: „Da jedenfalls von Spannungen zwischen Fürst und Graf Hans in seinen Dienstjahren keinerlei Spuren zu finden sind, so darf seine Dienstführung wohl als untadelig gelten.“ (S. 407).

„Nach dem Ausscheiden von Graf IV. als österreichischer Landvogt 1406 scheint ihm im 2. Abschnitt des Appenzeller Krieges eine maßgebliche Rolle zugefallen zu sein, da er in den Bündnis-Urkunden und auch im Friedens-‚Spruch‘ des Königs Ruprecht 1408 als Mitsiegler auftritt und in den Listen der Beteiligten immer an vorderen Plätzen erscheint.“

### Zwischenspiel „Grafschaft Hauenstein“
Bei der erfolgreichen Rückforderung einer seinem Vater Rudolf IV. geschuldeten (Teil-)Zahlung der Österreicher wegen dessen Tätigkeit als Landvogt, wurde Graf Hans wegen des Verzichts auf eine weiterhin noch ausstehende Geldschuld „für das Restguthaben die Pfandschaft der Herrschaft Schwarzwald zur lebenslänglichen Nutzung übertragen. Im Verlaufe dieser Pfandzeit unter Graf Hans von Habsburg-Laufenburg bildete sich die […] bleibende Bezeichnung Grafschaft Hauenstein.“ →Waldvogteiamt

„In seinem der Herrschaft Österreich ausgestellten Revers vom 17. September 1396 verpflichtete er sich u.a. dem Pfandherren Leopold von Österreich gegenüber, ‚daz ich die selben lüte mit voegten und rechten und gewohnheiten beliben lassen soll, als sie von alters her komen sind […] und nu an mich bracht sind, und dawider niemer zu thuon on alle geverde.‘“

Diese Urkunde war den Hotzenwäldlern nie zugänglich (Abschriften gab es zu allen Zeiten: die Einungsmeister waren sicher keine Hinterwäldler), doch war „darüber offensichtlich eine jahrhundertealte Überlieferung vorhanden“ und sie „gewann fast eine mythische Bedeutung“ in den Salpeterer-Unruhen des 18. Jahrhunderts.
Gewiss hatte die Bevölkerung den in Laufenburg, in der Nähe wohnenden Grafen, bis 1408 auch noch zwölf Jahre erlebt.(?) →
Burg Hauenstein

„Die Salpeterer hatten sagenhaftes Wissen um diese Bestätigung des ‚guten Grafen Hans‘ bewahrt und beriefen sich auf seine Zusagen, daß er diese Leute bei ihren Rechten und Gewohnheiten bleiben lassen wolle, wie sie ihnen seit alters hergebracht sind. […] Sie glaubten damit beweisen zu können, Graf Hans habe ihnen ‚die Freiheit geschenkt‘. […] Tatsächlich gelobte er, ihnen ihre bisherigen Freiheiten nicht zu beschneiden und zu beschränken.“

Da dies jedoch erstmals (Beleg ?) urkundlich formuliert und damit schriftlich festgelegt wurde, gewann es für die Bevölkerung diese hohe Qualität – unabhängig davon, ob diese Verpflichtung auch anderen Ortes „üblicher Reversinhalt in derart Fällen (war), um für die Beteiligten und Betroffenen Gewähr für die Beibehaltung des status quo während der Pfandschaftszeit zu bewahren.“ Unter den Nachfolgern des Grafen Hans, scheint sich der Begriff der Grafschaft Hauenstein dann ‚eingebürgert‘ zu haben.

## Landgraf im Klettgau
Das Landgrafenamt hatten die Habsburg-Laufenburger seit ihrer Belehnung durch König Rudolf I. im Jahr 1288 inne. Graf Hans übernahm es nach dem Tod seines Vaters Rudolf IV. 1388. Nach Hodapp hat „die vielfach in Klettgau-Historien geäußerte Ansicht, Graf Hans habe sich nach dem Verkauf von Laufenburg 1386 im Klettgau nur noch ‚seinem ererbten Landgrafentum‘ gewidmet, wohl kaum Berechtigung […] Im Gegensatz zur Betätigung als österreichischer Rat und Landvogt, scheint sich Graf Hans von Habsburg-Laufenburg seinem Landgericht Klettgau weniger intensiv gewidmet zu haben“: Hodapp bewertet den Rückgang der persönlichen Richtertätigkeit durch den Landgrafen „als allgemeine Erscheinung“ der Zeit – „jedenfalls finden sich für den Klettgau nach 1380 keine Nachrichten mehr, die den Grafen als Landrichter nennen.“ Im Namen des Landgrafen führen Freie den Vorsitz. (Diese Praxis war auch in anderen Grafschaften üblich). Selbst bei der Landgerichtsreform von 1401 durch König Ruprecht lässt sich Graf Hans beim Belehnungsakt in Donauwörth vertreten. Das ursprünglich so entscheidend wichtige Richteramt wird nicht „mehr als Lehen, sondern als Beamtenaufgabe angesehen“ und drückt das weitgehende Desinteresse (TF) des Grafen auch insgesamt am Landgrafenamt aus. Lediglich bei seinen Eigenleuten will er Fälle persönlich verhandeln und „Achterklärungen von Edelleuten und Städten behielt sich der Graf wohl aus Gründen der Verhinderung politischer Verwicklungen vor.“ Zu den Eigenleuten zählten auch „des Gotteshauses Rheinau ‚arme Leut‘.“

### Schirmvogt des Klosters Rheinau
„Bis zum Jahre 1389 fehlen unmittelbare und urkundlich sichere Nachrichten über die tatsächliche Schutzfunktion eines Laufenburger Grafen für das Inselkloster Rheinau.“ Die Ausübung gilt als unbezweifelbar, doch haben „die Grafen von Habsburg-Laufenburg auch in den Klosterurkunden keine Spur hinterlassen.“ Nur ein den „Geschichtsforschern offenbar entgangener Vorgang“ um 1389 enthält einen direkten Beleg: Die beiden zu diesem Zeitpunkt noch letzten lebenden (und unvermählten) „Vertreter des Grafenhauses von Habsburg-Laufenburg, Graf Hans III. von Rotenberg und Hans IV. von Laufenburg bemühten sich, ihren österreichischen Lehensbesitz und die Rheinauer Schirmvogtei sich gegenseitig für den Fall des Überlebens zu sichern.“ Das komplizierte Verfahren vor dem Landgericht im Elsass in Ensisheim gelingt. Doch erst 1408 gibt es einen von König Ruprecht ausgestellten Lehensbrief.

„Auch mit der Sicherung der österreichischen Lehensgüter für die nun endgültig auf weibliche Familienmitglieder eingeschränkte Nachkommenschaft tat Hans IV. nur das Notwendige. (TF) Er erreichte diese Belehnung 1399 für die Herrschaft Burg Neukrenkingen, den Zoll zu Frick und die Erzgruben bei Wölflinswil. Für die seit 1392 nach dem Tod des Vetters Johann III. ihm zugefallene Pfandschaft Rotenberg fehlt aber diese Lehenszusage der österreichischen Herzöge für die Töchter von Graf Hans IV.“

Die unspektakulär, unauffällige – „und wie die ‚Helvetica sacra‘ formuliert ‚im allgemeinen dem Kloster wohlgesinnt‘“ – gewesene Tätigkeit der Grafen von Habsburg-Laufenburg als Schirmvögte des Klosters, lässt diesen Zeitraum allein schon wegen des „Fehlens der unablässigen Klagen über Schädigung und Bedrückung des Klosters“ über Vorgänger und Nachfolger, „als Erhohlungs- und Ruhepause für das Gotteshaus Rheinau erscheinen.“

## Berichtigungen zum Ende des Grafen
Nach der Feststellung, dass der Graf durch das „Fehlen von Nachrichten über eine eigenen Landrichtertätigkeit […] und der Vergabe des Klettgauer Landgerichts an seinen Landschreiber wohl kaum eine besonders eingehende Beschäftigung […] mit den Belangen seiner Landgrafschaft“ vornahm und vorrangig der „doch recht anspruchsvollen Tätigkeit als Landvogt im österreichischen Nachbargebiet sich widmete und in den Zwischenzeiten auch als österreichischer Berater zur Verfügung stand, er somit vielseitig in Anspruch genommen war“, befasst sich Hodapp mit den Umständen, die zur vielfach wiederholten Behauptung, „die Grafen von Habsburg-Laufenburg hätten nach dem Kauf von Balm dort ihren Wohnsitz genommen und 1408 habe Graf Hans ‚zu Balm auf der Veste sein Leben beschlossen‘.“

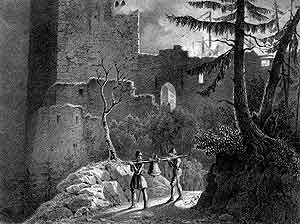
Johann Jakob Beck: Die Burg Balm nach der Zerstörung: Die Schaffhauser tragen das Burgglöcklein weg→Fronwagplatz

## Balm als Wohnsitz
Die Vorstellung, die Laufenburger Grafen hätten sich bereits nach dem Kauf von Balm dort niedergelassen, scheint sich „aus der Ansicht ergeben zu haben, Balm habe für die Grafen von Habsburg-Laufenburg dieselbe Bedeutung besessen wie später für die Grafen von Sulz. Das war jedoch aus verschiedenen Gründen nicht der Fall. Kein Laufenburger Graf hatte je als seinen Wohnsitz das ‚Schloß Balm‘ gewählt, auch nicht Graf Hans IV. […] Ende des 19. Jahrhunderts entsteht dann die Version, Graf Hans IV. sei nach dem Verkauf von Laufenburg in den Klettgau und nach Balm verzogen, zunächst in der Allg. Deutschen Biographie noch als Vermutung formuliert, seit Carl August Bächtold dann als feststehende Tatsache. Dem schloß sich in mancherlei variiertem Text mit gleichem Inhalt die Behauptung an, Graf Hans habe sich dann im Klettgau vorzugsweise seinem Landgrafenamt gewidmet und sei am 18. Mai 1408 dort auf ‚Schloß‘ Balm als ‚Allerletzter‘ seines Geschlechts gestorben. Daran trifft lediglich das Todesdatum zu.“

## Burg Laufenburg als Wohnsitz
„Es läßt sich jedoch nicht ein einziger Beweis oder Hinweis entdecken, Graf Hans habe jemals auf Balm gewohnt oder es habe ihn dort der Tod ereilt. Auch die Vorstellung, er habe seinen bisherigen Sitz auf Burg Laufenburg je räumen müssen, muß als ganz abwegig bezeichnet werden. Denn die Herzöge von Österreich belehnten ihn bereits im Kaufvertrag mit diesem veräußerten Besitz als Mannlehen auf seine und evtl. der männlichen Nachkommen Lebenszeit. Es läßt sich auch belegen, daß die gräfliche Familie sehr wahrscheinlich noch 1410/1411 in Laufenburg Wohnsitz hatte, also jedenfalls bei Graf Johanns IV. Tod, auch beim Anschluß des Heiratsvertrages im selben Jahr 1408 und vermutlich noch bei der Hochzeit der Grafenkinder Rudolf von Sulz und Ursula von Habsburg 1410. Beleg dafür sind Äußerungen der Stadt Laufenburg über die Mitnahme von Hausrat und sogar von Kriegsgerät beim Wegzug der Gräfinwitwe Agnes um 1410/1411.“

„Weitere sichere Hinweise darauf, daß Graf Hans sich immer Laufenburgs als Wohnsitz bediente, sind die Bezeichnungen ‚Herr zu Laufenburg‘, die seit dem Verkauf bis zum Todesjahr in mindestens 40 Urkunden vorkommen, darunter sogar in zwei Königsurkunden von 1401. […] Auch wird in Protokollen des Stadtgerichts Laufenburg 1403 und 1405 als Gerichtsherr Graf Hans von Habsburg genannt, in dessen Namen der Vorsitzende sein Amt ausübt.“
Burg Balm wird erst „im Heiratspakt von 1408 nach dem Tod des Grafen Hans […] als Witwensitz der Gräfin Agnes zugewiesen“, wobei vermerkt wird, „daß die Sulzer diese Burg zunächst entschulden und von den derzeitigen beiden Inhabern aus Schaffhausen auslösen müssen.“

## Nachkommen
Aus seiner Heirat mit Gräfin Agnes von Hohen-Landenberg-Greifensee entstammten:
- Ursula von Habsburg-Laufenburg, Erbin des Klettgau († 1456) ⚭ 1408 Rudolf III. von Sulz
- Agnes ⚭ 1408 Donat von Toggenburg (†1400 ?)
- eine Tochter († 1451) ⚭ (um 1400) Maximilian (Smasmann) von Rappoltstein

unehelich:
- Mauriz[16]

### Tod des Grafen
„Hingegen (legen) drei Urkunden aus den letzten beiden Tagen des Grafen Hans IV. von Habsburg-Laufenburg nahe[…], daß der Graf bei einem Ritt ins Schweizer Mittelland in die Umgebung von Bremgarten und Muri zur Regelung von Angelegenheiten in eigener Sache vom Tod ereilt wurde.“

- „Am 16. Mai 1408 verlieh er eine jährliche Gült im Tausch gegen einen Zehnt bei Bremgarten an den damaligen Schultheiß zu Bremgarten. Der ganze Vorgang dürfte [?] in Bremgarten beurkundet worden sein, das Vertragsexemplar ist im Kloster Muri erhalten geblieben.“[17]

- „Ein weiteres Dokument beweist [?] die Anwesenheit von Graf Hans noch am Todestag, dem 18. Mai 1408, in dieser Gegend, nämlich im [?] Kloster Muri, einer frühen Habsburger Gründung Dort [?] wird an diesem Tag eine Urkunde über den Tausch (von Gütern, siehe EZ) zwischen dem Grafen und dem Kloster ausgefertigt.“[18]

- Im Nekrolog des Klosters Rheinau wird der 18. Mai 1408 in einem Vermerk „als Todestag von ‚Graff Hans von Habspurg‘ verzeichnet.“[19]

Es ist durch die geschilderten Verhältnisse und Urkunden „als erwiesen anzusehen, daß der letzte Graf von Habsburg-Laufenburg keinesfalls auf Burg Balm, auch nicht zu Laufenburg, sondern auf einer Reise ins Schweizer Mittelland, mit großer Wahrscheinlichkeit im Kloster Muri oder in dessen unmittelbarer Nähe den Tod fand.“ (Kurt Hodapp, S. 414). [?]

#### Kritik und neue Forschungsgeschichte durch Kurt Hodapp
„Die geschichtliche Rolle der [habsburg-laufenburgischen] Grafen, seit 1315 als Landgrafen im Klettgau urkundlich erwähnt“, –ermittelte der Waldshuter Heimatforscher Kurt Hodapp –, „ist in der regionalen Literatur sowohl auf Deutscher wie auch auf Schweizer Seite zwar ausgiebig aber recht widersprüchlich und unvollständig dargestellt.“
In dem Periodikum Badische Heimat veröffentlichte Hodapp im September 2000 „eine Zusammenfassung von Teilen einer ortsgeschichtlichen Vorarbeit“, die als Broschüre mit dem Titel Beiträge zur Geschichte der Landgrafschaft Klettgau als „Teil A“ mit drei Kapiteln vorliegt.
Teil A: Die Landgrafschaft Klettgau bis 1408, Waldshut-Tiengen 1998, 99/295 Seiten:
1. Der Klettgau in der bisherigen Geschichtsschreibung.
2. Das Problem der Entstehung der Landgrafschaft Klettgau.
3. Die Grafen von Habsburg-Laufenburg.

Seine „Voruntersuchung enthält hierzu umfangreiche Literatur- und Quellenbelege“, die Hodapp in einer Auswahl für den Beitrag in Badische Heimat auch in zahlreichen Anmerkungen kommentiert.

#### Rezeption
Ob nun die Gräfin Herzelaude nicht seinem Geschmack entsprach oder ob er doch noch nicht soweit entwickelt war – unglücklich war sein Leben und Arbeiten letztlich wohl nicht und das er nur einen „kleinen“ Anteil beherrschen konnte so war das kleine Land Klettgau und der Hotzenwald mit dem Hauenstein – wo noch heute vom guten Graf Hans gesprochen wird – sicherlich seine geliebte Heimat, immerhin ja das Stammland und Ursprung des nachmals weltumspannenden Haus Habsburg. Die Erbtochter Ursula mit den Grafen Sulz ist bis heute fest historisch verwurzelt zumindest im deutschen Teil des Klettgau. Nicht zu denken er hätte wie sein Urahn Kaiser Friedrich sagen müssen: Wehe dem Vater dessen Feind sein Sohn.
→Liste der Grabstätten der Habsburger